# Spiritualisme
Spiritualisme, afgeleid van het latijnse spiritus (geest), komt in drie domeinen voor, het filosofische, het theologische en het occulte domein. In de filosofie is het een weinig gebruikt synoniem van ontologisch of metafysisch idealisme. In de theologie is het de grondhouding die een direct contact tussen de ziel en God als primair ziet, zonder tussenkomst van bemiddelende figuren, teksten of rituelen. Als occulte term is spiritualisme een synoniem van spiritisme.
Het adjectief spiritueel, eveneens afgeleid van het latijnse spiritus (geest), houdt meestal geen rechtstreeks verband met spiritualisme, maar verwijst naar spiritualiteit, een innerlijke ervaring van (religieuze) zingeving.

## Filosofie
In de filosofie is het spiritualisme een synoniem van ontologisch of metafysisch idealisme en het is daarmee een tegenhanger van het materialisme. Het is een stroming die een centrale functie aan de geest - in tegenstelling tot de materie - toekent en de werkelijkheid op haar baseert; in de zuiverste vorm wordt de geest als oorspronkelijk beschouwd en de stof als een verschijningsvorm van de geest. Als spiritualisten in de moderne westerse filosofie worden vooral Leibniz en Berkeley genoemd. In de klassieke tijd kan de dichter Pindarus (Gr: Pindaros, En: Pindar) beschouwd worden als degene die in zijn odes de essentie van een spiritualistisch orfisch mysticisme uiteenzette door aan de ziel een goddelijke oorsprong toe te kennen die slechts tijdelijk in het lichaam verblijft om na de dood weer terug te keren naar haar oorsprong.
Binnen de filosofie wordt naast de (zeer) brede metafysische stroming ook wel een psychologisch spiritualisme en een moreel spiritualisme onderscheiden. Het psychologisch spiritualisme beschouwt de psychische fenomenen als losstaand van de fysiologische mens (zonder deze overigens te ontkennen). Het moreel spiritualisme vat de morele waarden op als scheppingen van geestelijke activiteit en koppelt ze los van fysieke oorzakelijkheid en sociale en/of culturele factoren.
Het begrip in de filosofische betekenis komt betrekkelijk weinig voor.

## Theologie
In de theologie is spiritualisme de religieuze grondhouding die het directe contact van de ziel met het opperwezen als primair ziet en die derhalve alle andere mediators (Bijbel, kerk, dogma's, sacramenten, geestelijk leiders etc.) op de tweede plaats stelt of zelfs geheel afwijst. De term wordt met name gebruikt voor zestiende-eeuwse denkers als Caspar von Schwenckfeld, Sebastian Franck en David Joris die de directe inspiratie door de Geest stelden boven het volgen van de tekst van de Bijbel. Ook het Huis der Liefde en de barrefeltisten behoorden tot het spiritualisme.
In de scholastiek, zoals ontwikkeld door onder anderen Albertus Magnus en Thomas van Aquino, is een spiritualistisch dualisme tot uitdrukking gekomen. Tegenover het spiritualistisch monisme dat het primaat toekent aan de geest, en dat de materie uitsluitend ziet als daarvan afgeleid, kent het een afzonderlijk bestaan toe aan de materie en het lichamelijke, maar zijn de activiteiten van geest en intellect niet tot de stof en het lichaam te herleiden. Het benadrukt zowel een afzonderlijke lotsbestemming van de ziel als de aardse vereniging van lichaam en ziel in een gegeven persoon.

## Spiritisme
Spiritualisme wordt tegenwoordig veelvuldig gebruikt in de betekenis van spiritisme (contact maken met geesten). Zo heet de sinds 1888 bestaande grootste Nederlandse vereniging van spiritisten  Nederlandse Vereniging van Spiritualisten "Harmonia".